# 38, rue Petrovka
Pour plus de détails, voir Fiche technique et Distribution.
38, rue Petrovka (Петровка, 38, Petrovka, 38) est un film policier soviétique réalisé par Boris Grigoriev et sorti en 1980. Il s'agit de l'adaptation cinématographique du roman homonyme de Julian Semenov, publié en 1962. L'adresse du titre 38, rue Petrovka fait référence au siège du Département d'enquête criminelle de Moscou (ru).
Avec 53,4 millions de spectateurs, le film est le 45e plus gros succès au box-office soviétique. Il a eu une suite sortie un an plus tard, du même réalisateur : 6, rue Ogariova (Огарева, 6)

## Fiche technique
Sauf indication contraire, les informations mentionnées dans cette section peuvent être confirmées par la base de données cinématographiques IMDb,  présente dans la section « Liens externes ».
- Titre français : 38, rue Petrovka ou Petrovka, 38[2]
- Titre original russe : Петровка, 38, Petrovka, 38
- Réalisateur : Boris Grigoriev
- Scénario : Julian Semenov d'après son roman
- Photographie : Igor Klebanov (ru)
- Musique : Gueorgui Dmitriev (ru)
- Sociétés de production : Gorky Film Studio
- Pays de production :  Union soviétique
- Langue de tournage : russe
- Format : Couleur
- Durée : 88 minutes
- Genre : Policier
- Dates de sortie :
  - URSS : 28 juillet 1980
  - Hongrie : 29 octobre 1981

## Distribution
- Gueorgui Youmatov : Alexis Satchikov
- Vassili Lanovoï : Vladislav Kostenko
- Evgueni Guerassimov (ru) : Valia Poslakov
- Nikolaï Krioukov : Averian Prokhorovitch
- Mikhaïl Jigalov (ru) : Alexandre Romine
- Nikolaï Eremenko : Le lieutenant général de police